# Sân bay quân sự

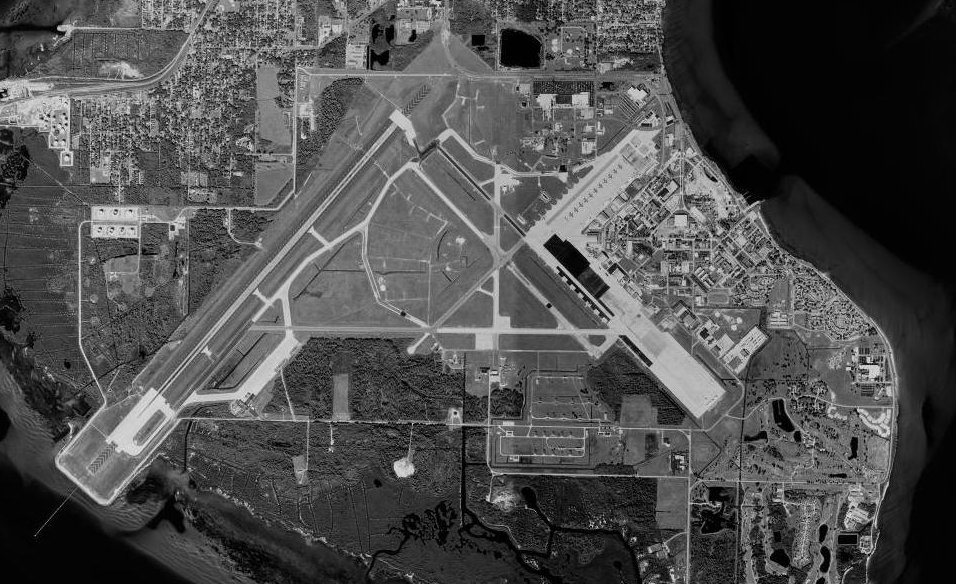
Một sân bay quân sự

Sân bay quân sự (đôi khi được gọi là trạm không quân, cơ sở lực lượng không quân hoặc ngắn là căn cứ không quân) là một sân bay được sử dụng bởi lực lượng quân lính  cho các hoạt động của máy bay chiến đấu, máy bay ném bom

## Căn cứ không quân
Một căn cứ không quân thường có một số cơ sở tương tự như một sân bay dân sự - ví dụ kiểm soát không lưu và chữa cháy.
Căn cứ không quân thông thường là một khu vực bí mật, không cho bất cứ ai vào đây ngoài các sĩ quan, người làm trong căn cứ này. Nó là một phần của sân bay quân sự, dùng để quản lý các máy bay, tập huấn và bàn bạc chiến lược.

## Đường căn cứ không quân
Đường căn cứ không quân là đường cao tốc được xây dựng để tăng gấp đôi như căn cứ không quân phụ trợ trong trường hợp chiến tranh. Các nước biết tận dụng chiến lược này là Ấn Độ, Thụy Điển, Phần Lan, Đức, Singapore, Thụy Sĩ, Hàn Quốc, Thổ Nhĩ Kỳ, Ba Lan và Pakistan. Trong trường hợp của Phần Lan thì con đường này là không gian cần thiết cho máy bay hạ cánh được giảm bằng phương tiện của một dây hãm, tương tự như sử dụng trên một số tàu sân bay. 

## Tàu sân bay

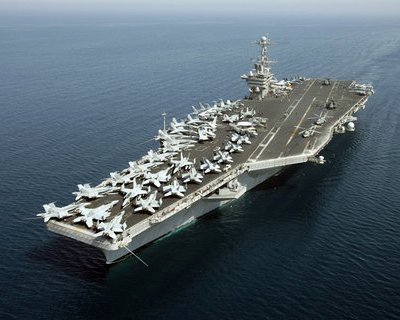
Một chiếc tàu sân bay- căn cứ không quân di động

Một tàu sân bay là một loại tàu hải quân phục vụ như là một căn cứ không quân bằng đường biển, sự phát triển của nó đã tăng cường đáng kể khả năng hiện đại hóa lực lượng không quân. Bây giờ nó là một phần quan trọng của quân đội, cho phép máy bay quân sự được tổ chức nhiều gần nhà hát của cuộc xung đột. Tàu sân bay là quan trọng đối với các nước Mỹ trong Thế chiến II và đến Vương quốc Anh trong năm 1982 Chiến tranh Falkland. Chúng vẫn giữ vai trò hiện đại cũng như "một số mẫu đất của lãnh thổ một quốc gia có thể di chuyển theo ý muốn," cho phép linh hoạt hơn trong chính sách ngoại giao cũng như các vấn đề quân sự. Tàu sân bay cũng được sử dụng trong cứu trợ thiên tai.